# Michelangelo (vírus)
A Michelangelo egy számítógépes vírus.

## Története
1991 áprilisában fedezték fel először Új-Zélandon. Nevét arról kapta, hogy március 6-án, pénteken, Michelangelo születésnapján aktivizálta magát, egy héttel a március 13-i péntek előtt.

## Technikai ismertetők
Az 1990-es évek egyik legismertebb kártékony számítógépes kódja, igen elterjedt vírus volt.
Akkoriban sok számítógép hajlékonylemezről indította az operációs rendszert (DOS 3.3 és DOS 5.0).
A vírus a fertőzött hajlékonylemez boot szektorából, miután a munka végeztével a gép floppymeghajtójában felejtették, újraindításkor aktiválódott, és megfertőzte a merevlemez partíciós tábláját.
A memóriába fészkelve magát a vírus lefoglal magának 2 kB memóriát a konvencionális DOS memória 640 kB-jának tetejéből, és oda másolja fel magát. Miután magára állította a lemezkezelő (INT 13 - Floppy Diskette) megszakítást, betölti az eredeti partíciós szektort és elindítja. Ezután minden behelyezett floppyt megfertőz.
Ez a vírus egy „időzített bomba”. A CMOS RTC dátumot figyeli, és amint a dátum március 6-a, a rendszertöltés után közvetlenül lefuttat egy kódrészletet, amely felülírja a vírust tartalmazó (A:, vagy legtöbbször C:) meghajtó első négy fejének első 17 szektorát minden cilinderen. Ezzel minden információ törlődik.
A vírus a korszerűbb alaplapok megjelenése után, ahol a BIOS-ban beállítható lett, hogy ne az A: hajlékonylemezről töltődjön be elsődlegesen az operációs rendszer, a fertőzési mechanizmus gyakorlatilag hatástalan lett, és a vírustörzs kihalt.

## Eltávolítása
A vírus eltávolítása az FDISK /MBR utasítással lehetséges, valamint az akkoriban elterjedt McAfee Scan vírusirtójával.
A már szétrombolt partíciós tábla helyreállítására nagyon kicsi az esély.

## Külső hivatkozások (angol)
- http://www.cert.org/advisories/CA-1992-02.html official advisory
- The Michelangelo madness, a chapter in an IBM research report
- Michelangelo Fiasco: a Historical Timeline at Vmyths